# Вайнгартен, Лоуренс
Лоуренс Вайнгартен (англ. Lawrence Weingarten; 30 декабря 1897 — 5 февраля 1975) — американский кинопродюсер Metro-Goldwyn-Mayer. Он получил премию Ирвинга Тальберга в 1974 году. Вайнгартен умер от лейкемии в 1975 году в возрасте 77 лет.

## Избранная фильмография
- 1929 — Бродвейская мелодия / The Broadway Melody
- 1931 — Тротуары Нью-Йорка / Sidewalks of New York
- 1934 — Седи МакКи / Sadie McKee
- 1935 — Епископ плохо ведет себя / The Bishop Misbehaves
- 1935 — Рандеву / Rendezvous
- 1936 — Оклеветанная / Libeled Lady
- 1937 — День на скачках / A Day at the Races
- 1939 — Балалайка / Balalaika
- 1940 — Я беру эту женщину / I Take This Woman
- 1940 — Я люблю тебя снова / I Love You Again
- 1949 — Ребро Адама / Adam’s Rib
- 1952 — Приглашение / Invitation
- 1952 — Пэт и Майк / Pat and Mike
- 1953 — Актриса / The Actress
- 1954 — Рапсодия / Rhapsody
- 1955 — Я буду плакать завтра / I’ll Cry Tomorrow
- 1957 — Не подходи к воде
- 1958 — Кошка на раскалённой крыше / Cat on a Hot Tin Roof
- 1961 — Машина медового месяца[англ.] / The Honeymoon Machine
- 1962 — Период адаптации / Period of Adjustment